# Alisa Douer
Alisa Douer (geboren 1943 in Tel Aviv, Völkerbundsmandat für Palästina) ist eine israelische Fotografin, die in Österreich arbeitet.

## Leben
Alisa Douer schloss 1971 ein Studium an der „Akademie für angewandte Kunst“ in Tel Aviv ab. Sie wurde 2012 in Arabistik an der Universität Wien promoviert.
Seit 1973 arbeitet Douer als Fotografin für Porträtphotographie, Photoreportagen und Photodokumentationen, als Ausstellungsgestalterin und Regisseurin in Wien. 1991 führte sie ein Projekt mit 700 Künstlern und Schriftstellern durch, die in der Zeit des Nationalsozialismus aus Wien geflohen waren.
Douer organisiert Ausstellungen, Fotobücher und Filmdokumentationen.

## Ausstellungen, Schriften
- mit Ursula Seeber: Die Zeit gibt die Bilder: Schriftsteller, die Österreich zur Heimat hatten. Ausstellungskatalog. Wien: Dokumentationsstelle für Neuere Österreichische Literatur 1992
- Wie weit ist Wien : Lateinamerika als Exil für österreichische Schriftsteller und Künstler. Ausstellungskatalog. Wien: Picus 1995
- Neuland. Israelische Künstler österreichischer Herkunft. Picus, Wien 1997, ISBN 3-85452-407-2 (Begleitbuch zu der gleichnamigen Ausstellung).
- mit Ursula Seeber: Frauen aus Wien. Fotoband. Wien: Frauenbüro, 1999
- Wien Heldenplatz – Mythen und Massen. Ausstellungskatalog. Wien: Mandelbaum 2000
- Ingolstädter Gesichter. Ausstellungskatalog. Ingolstadt: Stadt Ingolstadt, Kulturreferat 2000
- Kladovo – eine Flucht nach Palästina. Ausstellungskatalog. Wien: Mandelbaum 2001
- Women at Work. Ausstellungskatalog. Wien: Mandelbaum 2002, ISBN 978-3-85476-079-5
- Bilder aus Indien: Indian images. Mit einem Beitrag von Karin Preisendanz. Wien: Mandelbaum 2005, ISBN 978-3-85476-174-7
- Wiener Handwerkskunst. Bildband. Mit einem Essay von Anna Auer. Übersetzung Karin Hanta. Wien: Mandelbaum 2006, ISBN 978-3-85476-199-0
- Ägypten – die verlorene Heimat: der Exodus aus Ägypten, 1947–1967. Berlin: Logos 2014, ISBN 978-3-8325-3731-9
- The Jews of Iraq. Berlin: Logos 2017, ISBN 978-3-8325-4483-6